# キングダム ハーツ HD 2.8 ファイナル チャプター プロローグ
『キングダム ハーツ HD 2.8 ファイナル チャプター プロローグ』（キングダム ハーツ エイチディー ツーポイントエイト ファイナル チャプター プロローグ、KINGDOM HEARTS HD 2.8 Final Chapter Prologue）は、スクウェア・エニックスより2017年1月12日に発売されたPlayStation 4用ゲームソフト。Xbox One向けにも2020年2月17日に発売された（ダウンロード専売）。2021年3月30日にはPC向けにも発売された（Epic Gamesストア限定ダウンロード専売）。

## 概要
ニンテンドー3DS用ソフト『キングダム ハーツ 3D ［ドリーム ドロップ ディスタンス］』をHDリマスターした『キングダム ハーツ ドリーム ドロップ ディスタンス HD』（以下KHDDD）、PlayStation Portable用ソフト『キングダム ハーツ バース バイ スリープ』のその後を描いた新作『キングダム ハーツ 0.2 バース バイ スリープ -フラグメンタリー パッセージ-』（以下KH0.2）、PCブラウザゲームおよびスマートフォン用として配信された『キングダム ハーツ キー』の裏側で起きていた物語を収録した新規映像作品『キングダム ハーツ キー バックカバー』（以下KHBC）の3つのタイトルを収録したオムニバスソフト。開発は『HD 1.5 リミックス』（以下KH1.5）、『HD 2.5 リミックス』（以下KH2.5）と同じくスクウェア・エニックス第3BD・大阪チーム。2015年9月15日のSCEJA プレスカンファレンス 2015にて発表された。
KHシリーズのHDリマスターのコレクション作品としては第3弾。ただし、既存作品のHDリマスターおよび映像化により作品群を一つのハードに集約する目的のあった前2作と異なり、本作は完全新規の作品を2つ含んでおり、サブタイトルも前2作とは異なるなど、これまでのシリーズで展開されてきた「ダークシーカー編」の最終章となる『キングダム ハーツIII』（以下KH3）へと繋がる序章的な意味合いのパッケージとなる。新規作品には『KH3』の技術を用いており、その制作環境がPS4向けになっていることから、本作もPS4で発売されることとなった。
『KH2.5』当時に発売されていたKHシリーズ7作のうち6作は『KH1.5』『KH2.5』によってまとめられたが、残った『KH3D』についてディレクターの野村哲也は「仲間外れは作りたくないので要検討課題」と話していた。その後、『KH3』がエンジンの変更等から当初の計画より遅れが出たことで、『KH3』の世界をなるべく早く味わってほしいという思いから、『KH1.5』『KH2.5』の流れでHDリマスター化した『KH3D』と、シナリオ的に『KH3』と密接な関係でなおかつ『KH3』の技術を使った新規作品を同梱し、『KH3』につながる重要な意味を持つパッケージにするということでこの収録作品が決定した。
タイトルの「2.8」に込められた意味としては、『KH3D』は『KH2.5』の次の作品にあたるため「2.6」、『χBC』は主人公のソラが不在の物語のため「0」、『KH0.2』は『BbS』が0.1だったので、その続きのエピソードということで0.2。この3作品のナンバーを足すと「2.6＋0＋0.2＝2.8」となるとされている。
当初は2016年12月の発売であると発表されていたが、他タイトルとの発売時期調整の結果、2017年1月12日の発売と改められた。また、KHシリーズとしては初めてダウンロード版での販売がされた。

## 収録作品

### キングダム ハーツ ドリーム ドロップ ディスタンス HD
ニンテンドー3DSで発売された『キングダム ハーツ 3D ［ドリーム ドロップ ディスタンス］』のHDリマスター作品。元は3DSの2画面を使っていたのを1画面で遊べるように変更するため、システムにも多く手が加えられており、単なるHD化だけではなくリメイク色も強くなっている。HDリマスターされたシリーズ作品のうち唯一タイトルとタイトルロゴが変わっている。
主な変更点
- トロフィー機能に対応。
- 解像度が1080pに向上、画面比率が16:9のワイド表示になり、動作は60fpsになった。
- 背景やキャラクター等のテクスチャ、エフェクト等がHD向けに描き直された。
- オリジナル版で2画面で表示していたものを全て1画面に収めたり、タッチ操作だったものをボタン操作にするため、多岐に渡りレイアウトやデザイン、システムの変更がされている。
  - 下画面のスピリットのアイコンをタッチすることで発動するリンクアタック・リンクスタイル・デュアルリンク、スピリットの入れ替えは、コマンドを十字キーで切り替えるか、L2ボタンを用いたショートカットで使用できる。
  - A＋Xボタンの同時押しか下画面のスライドで発動するリアリティシフトは○＋△ボタン同時押しになった。発動中の操作も下画面へのタッチからスティックやボタンによる操作へと変わったが、中には操作が省略されたものや一新されたものもある。なお発動時のモーションも変更されており、オリジナル版ではプレイヤーキャラが地面に潜り下画面の操作に移行していたが、本作ではキーブレードを掲げるモーションになった。
  - 下画面に表示されていたマップは、従来シリーズ作品のように画面右上にミニマップとして表示されるようになった。タッチパッドを押すとマップが全画面表示される。
  - 左下のコマンドウインドウは、オリジナル版ではデッキコマンドは2つ表示されていたが、本作では『BbS』のように3つ表示されるようになった。
  - リンクポータルはオリジナル版ではマップ画面にあるアイコンをタッチすると調べられたが、本作ではフィールド上にポータルが出現し、それを調べられるようになった。
  - 下画面に手持ちカードが表示されていたフリックラッシュは、カードも1画面にまとめて表示されるようになり、操作もフリック操作からボタン操作になった。
- カメラワークが変更され、オリジナル版よりカメラ位置が遠くなった。
- ドロップシステムに関して、ドロップスピードがオリジナル版より若干遅く設定されている。
- 味方パーティメンバーであるスピリットが3種類追加されている。また、オリジナル版では雑誌・書籍の付録のARカードでしかブリードができなかったスピリット3種がゲーム中にブリートできるようになった。
- オリジナル版ではセーブデータを2つまでしか作成できなかったが、本作では本体HDDの空き容量に応じて作成できるようになった。
- 仕様変更に伴い、いくつかのゲーム内トロフィーが差し替えられている。
- オリジナル版で確認されているいくつかの不具合、バグが修正されている。なお、ゲーム内容はオリジナルの海外版で調整されたものがベースとなっているため、その点でも日本のオリジナル版とは異なっているところもいくつかある。

### キングダム ハーツ キー バックカバー
『キングダム ハーツ キー』の裏側を、マスター・オブ・マスターとその6人の弟子の視点で描く約60分の映像作品。「バックカバー」とは「裏表紙」の意味で、おとぎ話がコンセプトである『χ』をプレイヤーではなく予知者の視点で描くことに由来している。

#### ストーリー（キー バックカバー）
遥かおとぎ話の時代。まだ世界の隔たりが無く全ての世界が地続きであった頃、大いなる光キングダムハーツとそれを守る鍵χブレードによって世界は光に満ちていた。夜明けの町「デイブレイクタウン」を拠点に、多くのキーブレード使いが世界に旅立ち、闇の者ハートレスを倒して光「ルクス」を集めている。これはその若きキーブレード使い達の物語の裏側の出来事。
未来を見通す眼を持つマスター・オブ・マスターは世界が闇に覆われる未来を予知し、それは不可避であること、そして重要なのは闇に覆われた後であると告げるが、弟子の1人であるイラは同志となるキーブレード使いを増やし、今の世界を守るべきだと語る。これにより、マスターは弟子である5人の予知者、イラ、インヴィ、アセッド、グウラ、アヴァに予知書の写しと、それぞれ異なる使命を与え、予知者はそれぞれユニオンを結成、キーブレード使いを集結させて世界を闇から護るべく光を集め始める。しかしその直後、マスターは忽然と姿を消してしまう。
それでも師の不在の中、滅びの未来を回避すべく予知書に従い行動を始める5人だったが、ナイトメア化したチリシィが発見された事で状況は一変する。チリシィは全てのキーブレード使いのパートナーとして生まれるスピリット。それがナイトメア化したということは紐付けられた者が闇に堕ちた証拠となる。また、少し前にキーブレード使い達に罪（ギルト）という闇を回収する「ストレングスバングル」という予知者たちも知らぬ道具が配られたが、それがナイトメアの仕業であると目され、そんな物は一介のキーブレード使いに用意できるものではないという事実から、予知者内に裏切り者がいる可能性が浮上する。更にはこの事件は予知書に記されておらず、予知書に抜け落ちた箇所――ロストページがあることが明らかになり、マスターの意図すらも疑わしくなった5人は疑心暗鬼に陥る。
数日後、イラに不満を抱いたアセッドは独自に闇に対抗すべく、禁じられているユニオン同士の同盟を提案。グウラには了承されたが、マスターの意に反する行動をインヴィに咎められ、確執が生じる。インヴィの報告を受けたイラはアセッドに裏切り者の疑惑を向けるが、それが闇に堕ちた行動とは思えないインヴィはグウラを説得し、穏便に同盟を解消させる。しかしグウラがわざとらしく口を滑らせ、アセッドはインヴィに敵意を向ける。結局、裏切り者が何かする様子もなく1年が経過するが、とうとうアセッドはマスターの筋書きを破壊して自身が世界を救うべく行動を起こす。あくまでマスターの教えを尊重するインヴィと激突するが、止めるべく駆け付けたアヴァ、グウラがインヴィに加勢したことによって敗走する。
この事件で決意を固めたグウラは1人、アセッドを追い詰める。グウラの使命は裏切り者を炙り出すことであり、ロストページも彼のみに渡されていた。しかし結局裏切り者が誰なのかは分からなかったため、目星を付けたアセッドを注視していた。裏切り者と確信したアセッドにキーブレードを向けるグウラだったが返り討ちに遭い、アヴァがグウラを庇ったことでアセッドは二人に失望の目を向けて去って行った。その後、イラがアセッドに手を差し伸べ、アセッドはグウラがロストページを持っていたことをイラに伝える。グウラはアヴァに匿われていたが、インヴィから告げ口されたイラがグウラの引き渡しを要求。しかしアヴァが拒むと大人しく引き下がった。グウラはマスターの理解しかねる意図に振り回されることに疑問を呈し、マスターを無理にでも呼び戻すべくキングダムハーツ出現の禁忌を犯そうとする。結局これら一連の出来事で予知者たちの間に亀裂が生じ、グウラもアセッドもイラもインヴィもそれぞれの意図のままルクス集めを強化し始める。その先に待つのがキーブレード戦争であると知った上で。
いよいよ世界の終わりが迫っていると察したアヴァは、自身の使命である「先の時代にキーブレード使いを残す」を果たすべく、かねてより選りすぐりのキーブレード使いで組織していた「ダンデライオン」の面々に、キーブレード戦争には参加せず外の世界に移るように訴えた。一方、マスターの6人目の弟子ルシュは、マスターに託された「見つめる目」のキーブレードと「黒い箱」を手に旅を続けていた。

#### 登場人物（キー バックカバー）
イラ（Ira）
マスター・オブ・マスターに予知書を与えられた弟子（予知者）の一人。ユニコーンの仮面を被り、ウニコルニス・ユニオンを率いている。弟子たちのリーダーとなるよう使命を与えられた、生真面目。
インヴィ（Invi）
予知者の一人。蛇の仮面を被り、アングイス・ユニオンを率いている。マスター・オブ・マスターに心酔し、深い信頼を寄せている。他の予知者たちを監視する使命を与えられた。
アセッド（Aced）
予知者の一人。熊の仮面を被り、ウルスス・ユニオンを率いている。直情的な性格で考えたことはすぐ口に出したり実行してしまうが、予知者同士の絆を大事にしている。イラの補佐をするよう使命を与えられた。
グウラ（Gula）
予知者の一人。豹の仮面を被り、レオパルドス・ユニオンを率いている。他の予知者とは深く関わろうとしない一匹狼タイプ。頭の回転が速い。マスター・オブ・マスターからロストページを与えられ、そこに記された裏切り者を誰か突き止めるよう命ぜられる。
アヴァ（Ava）
予知者の一人。狐の仮面を被り、ウルペウス・ユニオンを率いている。予知者同士で争うことに憂えており、マスター・オブ・マスターの使命に従い、ユニオンの枠組みを超えて優秀なキーブレード使いを集め、滅びの未来の先にキーブレード使いを残そうとする。
ルシュ（Luxu）
マスター・オブ・マスターの弟子の一人だが、他の弟子とは異なり予知書は与えられなかった。その代わりに、滅びの未来を生き残って先の時代に進む使命を受けており、そのためにマスター・オブ・マスターからキーブレードと謎の箱を託されて旅に出る。
マスター・オブ・マスター（The Master）
予知者とルシュの師であり、未来を見通す眼を持っている。誰にでも軽い態度をとり、彼が何を考えているのか読み取れる者はいない。弟子たちに使命を与えた後に姿を消す。
エフェメラ（Ephemer）
社交的な性格のキーブレード使い。予知者間の諍いに悩んでいたアヴァに気さくに話しかけ、「無口で変な奴」と友達になった事を明かす。

### キングダム ハーツ 0.2 バース バイ スリープ -フラグメンタリー パッセージ-
『キングダム ハーツ バース バイ スリープ ファイナル ミックス』（以下BbSFM）のシークレットエピソード直後から始まる完全新作のショートストーリー。主人公は『BbS』のプレイヤーキャラの一人だったアクアで、時系列は『キングダム ハーツ』終盤の裏で起こった出来事となる。ゲームシステムは『BbS』の流れを汲むが、一部『KH3』のものも先取りして導入されている。また、ボリュームはKHシリーズのワールド一個分程となる。
『BbSFM』のシークレットエピソード「A fragmentary passage」（＝断章）で示唆されていた通り、『BbS』には続編の構想があったが、パッケージ化の予定がなかったことから「断章」という意味のタイトルが付けられていた。その構想自体は生きているため『KH3』の冒頭で少し触れる程度で語られる予定だったが、『KH3』のボリュームが増してきたことや先述の開発が遅れた理由から、このうちアクアの物語のみを『KH3』の技術を用いて新作のプレイアブルゲームにして本作に収録されることとなった。なお、『BbS』の続編はフルボリュームであればシークレットエピソードでも出ている「0.5」が想定されていたが、本来のボリュームではなく欠落箇所がまだあるということから「0.2」になり、サブタイトルに「断章」も残ったままとなっているが、この欠落部分は『KH3』で語られる予定とされていたが、実際の『KH3』ではそれらしいエピソードは特に語られなかった。
オープニングムービーも制作され、PUNPEEがリミックスした宇多田ヒカルの楽曲『光 -Ray of Hope MIX-』が主題歌となっている。既存楽曲のアレンジではあるが、宇多田がKHシリーズのために楽曲提供をしたのは『キングダム ハーツII』の『Passion』以来、約11年ぶりとなる。

#### ストーリー（KH0.2）
マスター承認試験からすぐ後、リクはイェン・シッドの依頼でデスティニーアイランドからカイリを連れてきていた。そこで王様はリクとカイリに、これまでずっと秘密にしてきた、闇の世界でのアクアとの邂逅を打ち明ける。
時は遡り、10余年前の最初のゼアノートとの戦いの後。闇の世界に取り残されたアクアは孤独と襲い来るハートレスに疲弊しながらも、エラクゥスの遺品であるマスターキーパーを手に戦い続けていた。彷徨の末、闇に堕ちたかつて旅した世界を発見する。その世界を進んでいく彼女の前に、親友であるテラやヴェントゥス、そして自分自身の幻影が現れてはアクアの心を掻き乱していく。やがてアクアは闇に繋がれたテラの心と再会するが、それはヴェントゥスの居場所を聞き出そうとしたテラ=ゼアノートであり、アクアは闇に捕らわれてしまう。本物のテラの心が抵抗するがその余波でアクアは闇の呑まれ、消えかけた所に王様ことミッキーが駆け付ける。再会したミッキーから、光の世界では10年が経過していること、そして世界は再び闇に脅かされていることを聞かされる。彼は闇の侵食を防ぐべく「闇のキーブレード」を探しており、辛うじて飛び込んだ入り口から心の繋がりを辿った結果、アクアを発見できたという。しかし帰りの事は考えていなかったので、脱出方法は分からなかった。それでもミッキーと再会できたアクアは共に闇の世界から脱出を目指す。
二人は闇に呑まれたデスティニーアイランドに辿り着き、夥しいハートレスの大群「デビルズウェーブ」を退けて闇のキーブレードを手に入れた。二人が闇の扉の元に着くと、丁度ソラ一行がアンセムを倒し、リクが解放されたところだった。しかしそこにデビルズウェーブが再び襲来し、抑え込もうとしたアクアはそのまま闇の世界へ押し戻されてしまった。残されたミッキーはアクアの意思を汲み取り、ソラと共に闇の扉を閉じる。アクアは誰かが闇の世界に迷い込んだ時に力となる「闇を照らす光」となるべく闇の世界に留まることを決意し、デビルズウェーブを倒した。そしてデスティニーアイランドが再生すると共に、アクアはまた闇へと落ちて行った。マスターキーパーを失い、再び闇の世界を彷徨ったアクアはその後、賢者アンセムと出会う。
アクアとの顛末を聞かされたリクはアクアの救出を強く決意し、王様と共に闇の世界へと旅立っていく。カイリも自身の力を役立てるべく、キーブレード使いの修行に臨むことになった。その後、スピリットとの長い挨拶を済ませたソラがやっと帰還する。ゼアノートを倒すには「悲しみの中で眠る者達」の目覚めが必要だが、ソラは承認試験の最後で闇に飲まれた所為で「目覚めの力」の会得が完全ではない上に、これまで身に付けた能力の大半も失ってしまった。来るべき決戦に備え、ソラは失った力を取り戻すべくドナルド、グーフィーと共に三度目の冒険に旅立つのであった。

#### 登場人物（KH0.2）
アクア（Aqua）
本作の主人公。キーブレードマスターである女性。テラ＝ゼアノートとの戦いの中、闇の世界に取り残されてしまった。
王様（King Mickey）
ディズニーキャッスルを治めるキーブレードマスター。闇の世界のキーブレードを手に入れるために単身闇の世界を冒険していたが、そこでアクアと再会し、アクアに『BbS』から10年の時が経過した事を告げる。